# Обвойник греческий
Обво́йник гре́ческий (лат. Períploca gráeca) — вид цветковых растений рода Обвойник (Periploca) семейства Кутровые (Apocynaceae).

## Ботаническое описание

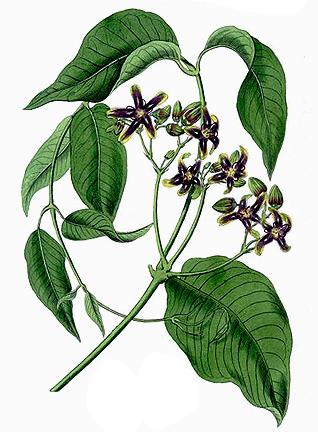
Ботаническая иллюстрация из книги Сиденхэма Эдвардса «Botanical Register: Consisting of Coloured Figures of Exotic Plants, Cultivated in British Gardens», 1824

Лиана с одревесневающим вьющимся стеблем 10—12 (30) м длиной. Корневая система сильно разветвлённая. Кора стебля и ветвей красновато-бурая, покрыта выступающими чечевичками, молодые стебли опушённые.
Листья супротивные, плотные, блестящие, тёмно-зелёные, голые, на коротких черешках. Листовая пластинка от яйцевидно-ланцетовидной до эллиптической формы, длиной 6—10 см, короткозаострённая, в основании округлая, снизу сильно выступает средняя жилка.
Соцветия 2—6-цветковые, собраны в рыхлые полузонтики. Цветоножки длиннее цветков. Цветки зеленовато-бурые или зеленовато-фиолетовые, слегка опушённые, 1,5—2 см в диаметре, пятичленные, с одурманивающим запахом, двуполые. Венчик спайнолепестный, колесовидный, длиной 8—10 мм, с кольцеобразным привенчиком, который, в свою очередь, несёт пять нитевидных придатков. Тычинок пять, со свободными нитями и пыльниками, склеенными на верхушке. Пестик из двух плодолистиков.
Плод — цилиндрическая, гладкая, буро-коричневая листовка длиной 9—11 см и шириной 0,7—0,8 см. Семена снабжены хохолком, красновато-коричневые, веретеновидные, достигают 11 мм в длину.
Цветение в апреле — июне, плоды созревают в июле — августе.

## Распространение и местообитание
Реликтовый средиземноморский вид. Северо-западный предел ареала на территории бывшего СССР ограничен Кубанью, юго-западный — низовьем р. Чорох у Батуми, северо-восточный — долиной р. Сулак, юго-восточный — долиной Аракса и низовьями мелких рек в районе Талышских гор у города Ленкорани в Азербайджане. Произрастает на равнинных участках по долинам рек, в сырых густых лесах, зарослях кустарников.

## Охрана
Обвойник греческий занесён в Красную книгу Ставропольского края и Чеченской республики.

## Хозяйственное значение и применение
В медицине применяли препарат периплоцин, представляющий собой сердечный гликозид, получаемый из коры обвойника греческого, однако само растение ядовито. По состоянию на 2005 год было известно 9 гликозидов, содержащихся в этом растении, среди них периплоцин, периплоцимарин, а также 4-метоксисалициловый альдегид. Периплоцин может применяться для лечения больных, страдающих сердечной недостаточностью и другими расстройствами кровообращения. Лубяные волокна из стебля растения пригодны для прядения. Кроме того, обвойник греческий выращивается как декоративная лиана.